# Ч
Ч, ч (tche) é uma letra do alfabeto cirílico, que representa a consoante africada /ʧ/ ou /ʨ/ (som de tch em Tchau).

## Zhuang
O Ч foi utilizado na versão do alfabeto latino desenvolvida para o idioma zhuang, de 1957 a 1986, para representar a quarta tom, devido à sua semelhança com o algarismo 4. Em 1986 foi substituída pela letra X.